# Pori (Finlande)
Pour les articles homonymes, voir Pori.
Pori (/ˈpori/, en suédois : Björneborg) une ville du Sud-Ouest de la Finlande, dans la province de Finlande occidentale et la région du Satakunta. La ville est peuplée de 76 200 habitants, 98 % ont pour langue maternelle le finnois, seulement 0,5 % ont le suédois. La ville organise en outre Pori Jazz, créé en 1966.

## Histoire
La ville est fondée par Jean III de Suède en 1558, sur le lieu d'un petit village de pêcheurs et centre commercial d'importance limitée à l'embouchure de la Kokemäenjoki, au bord du golfe de Botnie. Elle prend vite le pas sur la rivale Rauma et connaît une forte croissance, devenant dès le début du XVIIIe siècle la 3e ville du pays. La ville connaît ensuite de nombreux incendies très violents, la réduisant périodiquement en cendres à chaque fois. Dès la fin du XVIIIe siècle, l'installation d'usines textiles marque le début de l'industrialisation. La Révolution industrielle transforme Pori en un centre industriel majeur à l'échelle de la Finlande, doté en 1900 d'industries variées dominés par le bois, les métaux et le textile. La ville conserve aujourd'hui cette tradition industrielle et reste dominée politiquement par les partis de gauche (en particulier les Sociaux-démocrates. Le port reste très actif malgré de nombreux déplacements vers l'aval en raison de l'isostasie.
Après l'annexion de deux communes rurales, la population culmine au-delà des 80 000 dans les années 1970, mais les usines connaissent ensuite plusieurs plans de réduction d'effectif et l'industrie subit de plein fouet l'effondrement de l'URSS. Aujourd'hui la ville a quand même réussi à conserver plusieurs industries à haute valeur ajoutée (Outokumpu est le plus gros employeur privé de la ville, suivi par la division pigments et peintures du chimiste Kemira et une unité de Technip en Finlande).

## Géographie
À cause de l'isostasie, le centre-ville se situe à près de 12 kilomètres de la mer, près du début du large estuaire de la Kokemäenjoki. La région est très plane, et la côte basse et souvent sablonneuse (la grande plage d'Yyteri est l'une des plus connues de Finlande). Les industries principales se situent à l'écart de la ville, près du port et de la mer.
En raison de sa large ouverture sur la mer, la commune regroupe de nombreuses îles. La plus importante est occupée par le port de pêche de Reposaari (où s'est tenu Loma-Asuntomessut en 2008).
Pori est bordée par les communes de Merikarvia au nord, Noormarkku et Pomarkku au nord-est, Ulvila à l'est, Nakkila et Luvia au sud.

## Démographie
La population de Pori a évolué comme suit,:
| Année      | 1900   | 1910   | 1920   | 1930   | 1940   | 1950   |
| ---------- | ------ | ------ | ------ | ------ | ------ | ------ |
| population | 13 482 | 13 981 | 13 928 | 15 966 | 18 230 | 43 306 |
| Année      | 1960   | 1970   | 1980   | 1990   | 2000   | 2010   |
| population | 52 542 | 72 983 | 78 405 | 76 357 | 75 994 | 82 917 |
| Année      | 2015   | 2020   |        |        |        |        |
| population | 85 379 | 83 790 |        |        |        |        |

## Économie

### Emploi
En 2016, les principaux employeurs de Pori :
| Employeur                         | Employés |
| --------------------------------- | -------- |
| Ville de Pori                     | 5 136    |
| District hospitalier de Satakunta | 3 599    |
| Osuuskauppa                       | 1 150    |
| Enersense International           | 481      |
| Huntsman P&A Finland Oy           | 450      |
| Technip Offshore Finland Oy       | 449      |
| Sampo-Rosenlew Oy                 | 400      |
| Ruskatalojen Palveluyhdistys ry   | 365      |
| Luvata Pori Oy                    | 351      |
| WinNova                           | 320      |
| SAMK (fi)                         | 293      |
| Pori Energia (fi)                 | 245      |
| Aurubis Finland Oy                | 244      |
| Paroisses de Pori                 | 216      |

## Lieux et monuments
- École Cygnaeus de Pori
- Mausolée Juselius
- Halles du marché de Pori
- Hôtel de ville de Pori
- Aéroport de Pori
- Gare routière de Pori (fi)
- Ancienne usine de coton de Pori
- Ancienne mairie de Pori
- Gare ferroviaire de Pori
- Théâtre de Pori
- Villa Mairea
- Hôpital central de Satakunta
- Église d'Ahlainen
- Église centrale de Pori
- Église de Lattomeri (fi)
- Église de Pori-Ouest
- Église de Noormarkku
- Église de Pihlava
- Église pentecôtiste de Pori (fi)
- Église orthodoxe de Pori (fi)
- Église de Reposaari
- Église de Ruosniemi (fi)
- Église de Teljä
- Église de Lavia
- Église de Väinölä (fi)
- Ahlainen
- Eteläranta
- Kirjurinluoto
- Noormarkun ruukki
- Place du marché de Pori
- Stade de Pori
- Centre sportif de Pori (fi)
- Reposaari
- Yyteri
- Luontotalo Arkki
- Musée d'art de Pori
- Musée Rosenlew
- Musée du Satakunta
- IsoKarhu

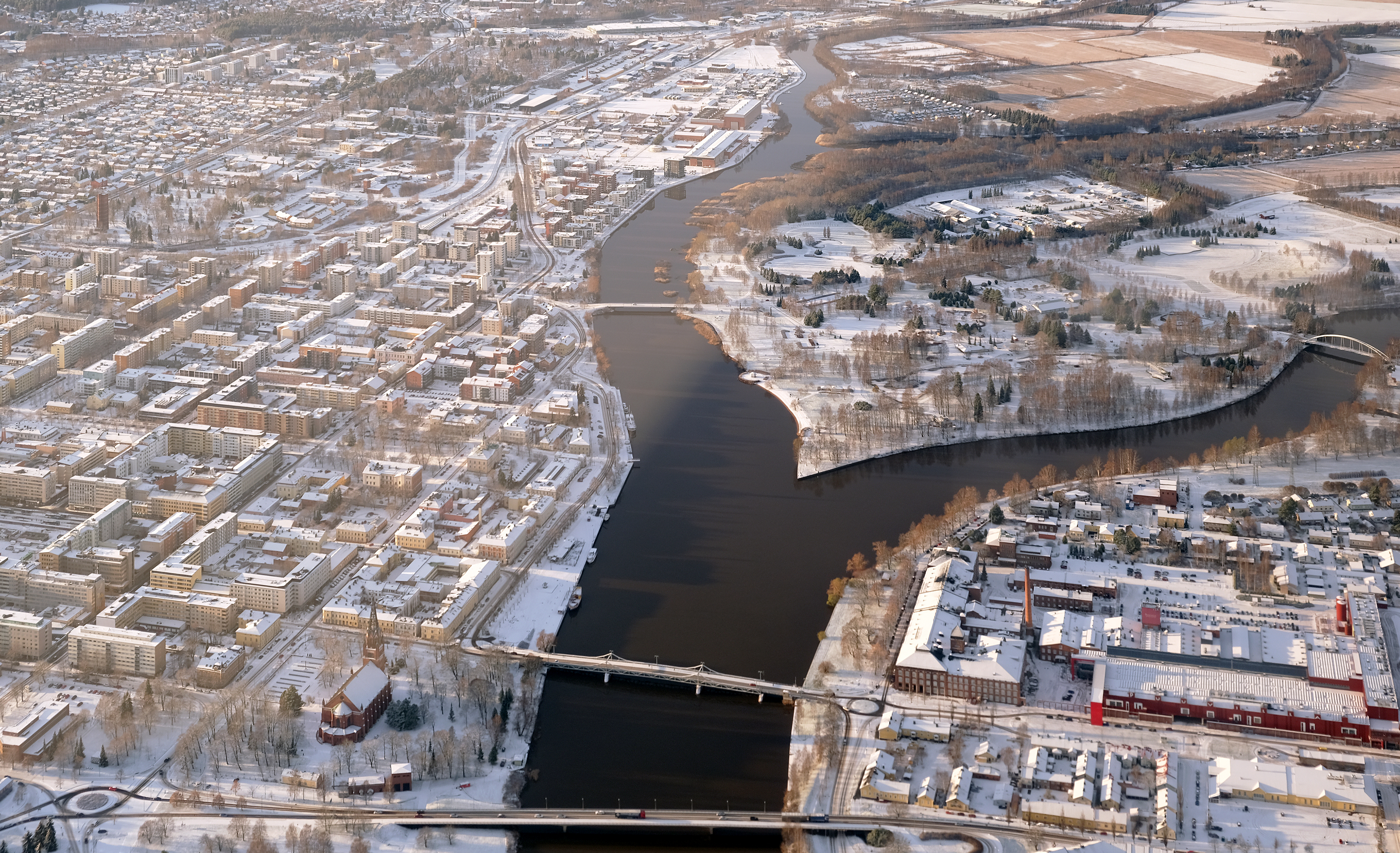
Vue du centre-ville depuis la Kokemäenjoki.
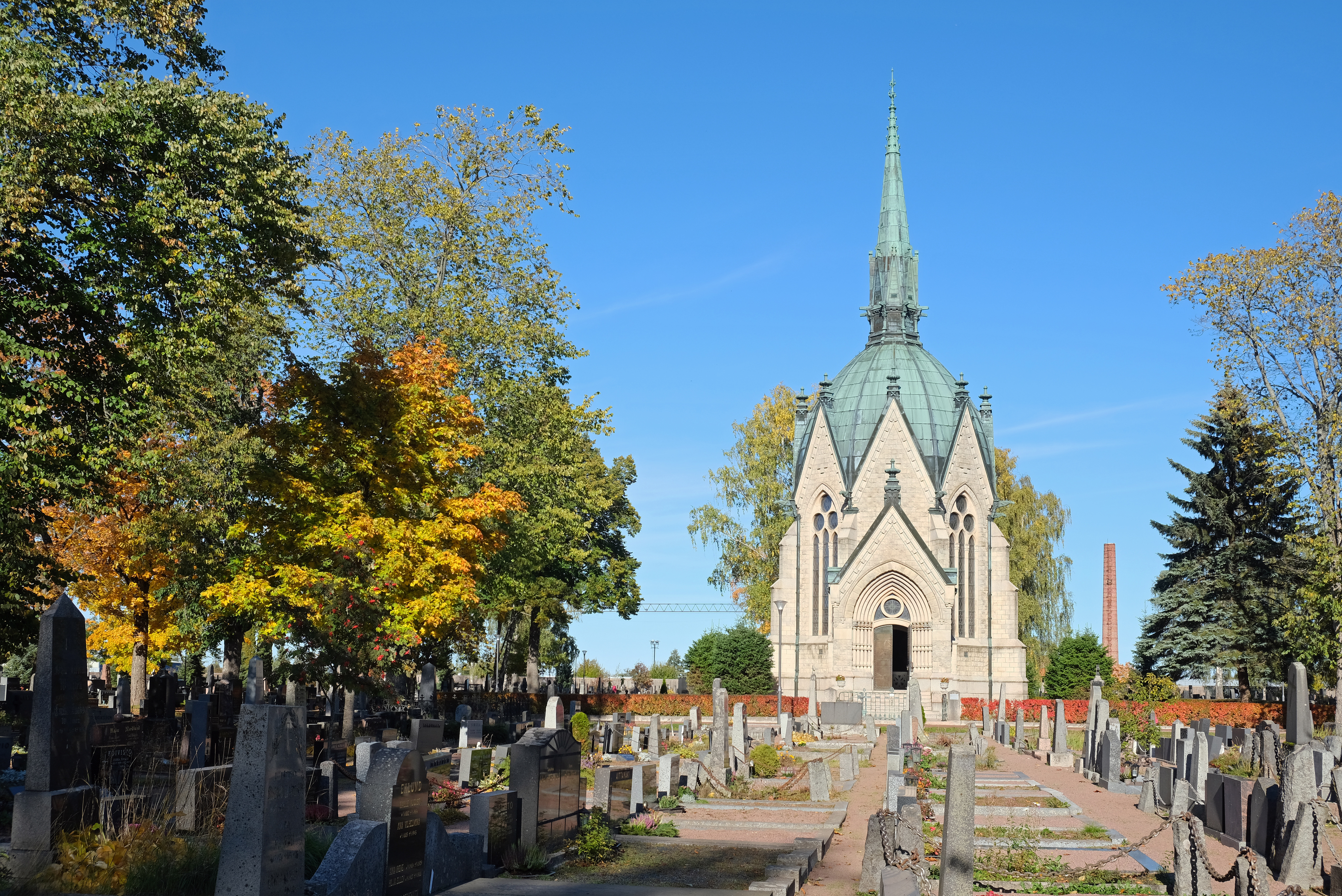
Le mausolée Juselius.
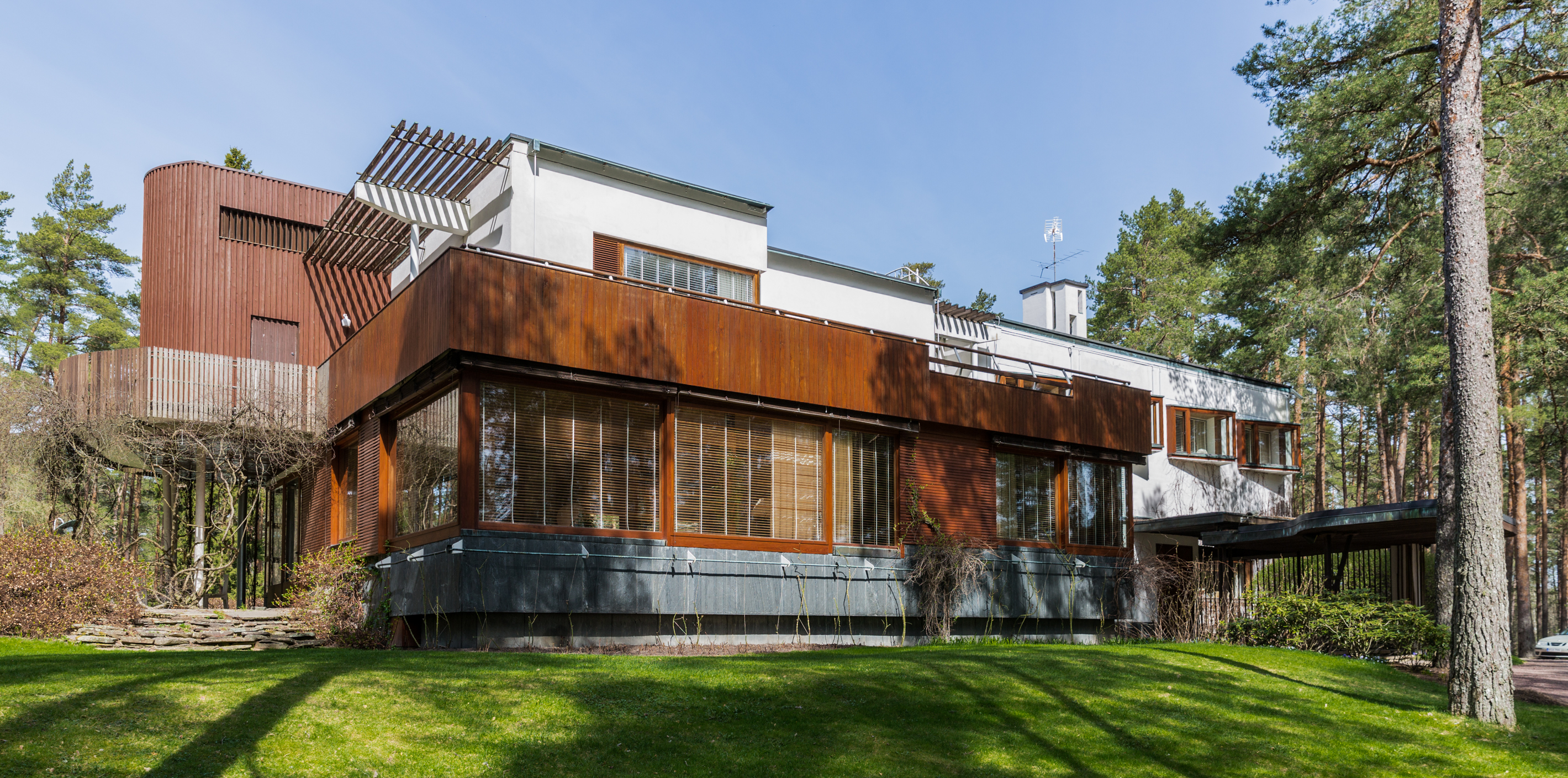
La villa Mairea.
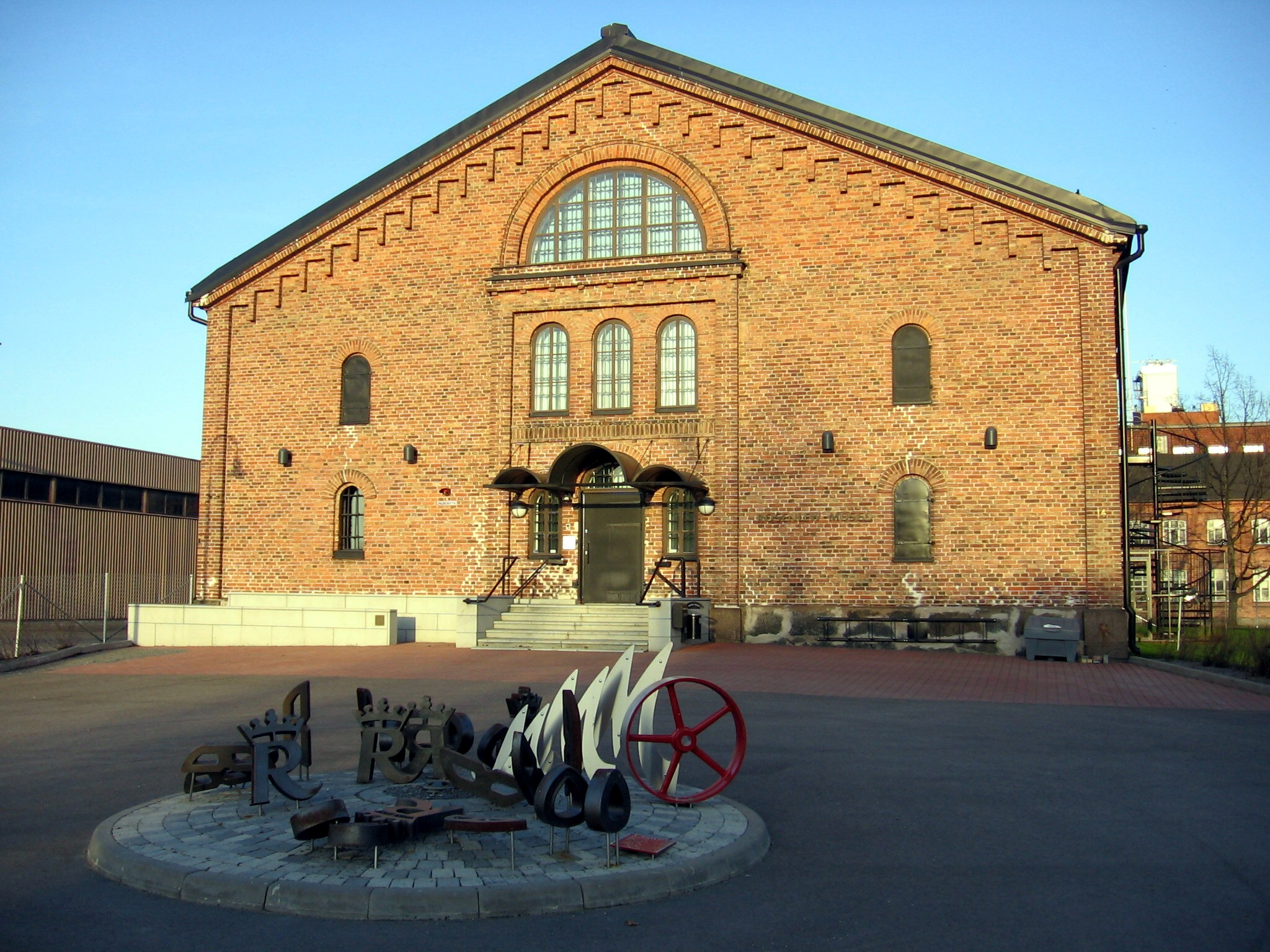
Le musée Rosenlew.
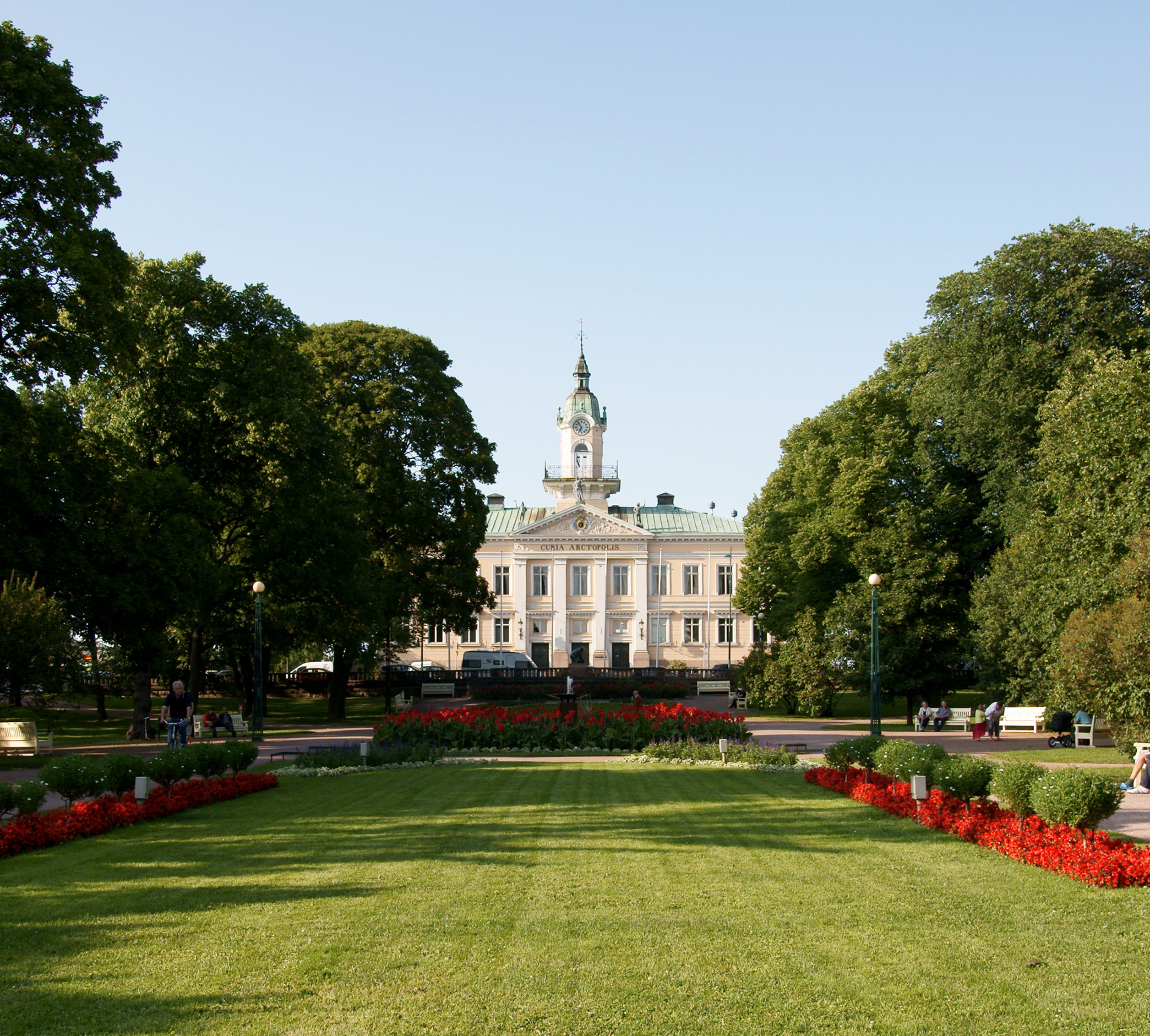
L'ancienne mairie de Pori.
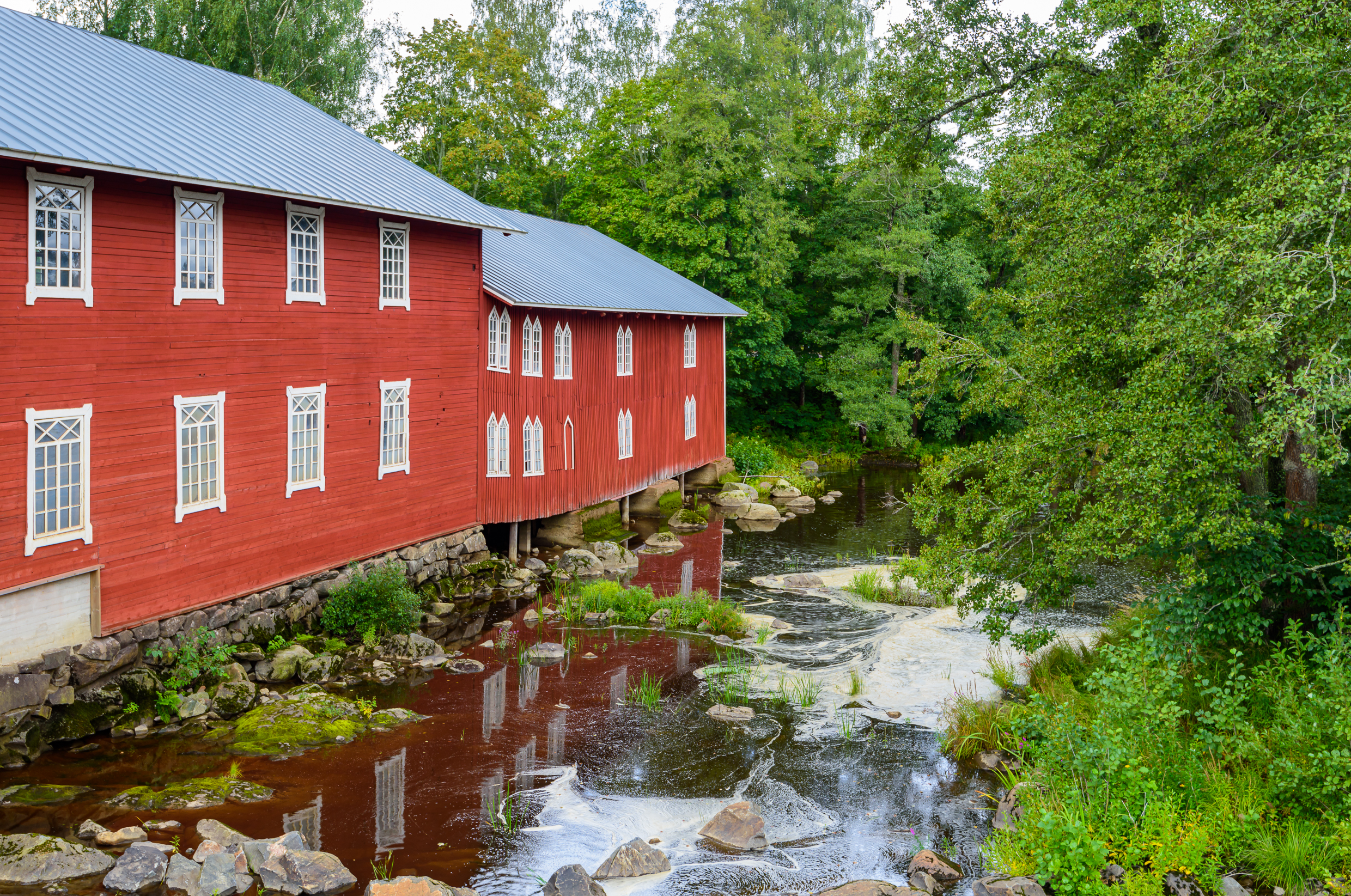
Ancienne aciérie à Noormarkun ruukki (fi).
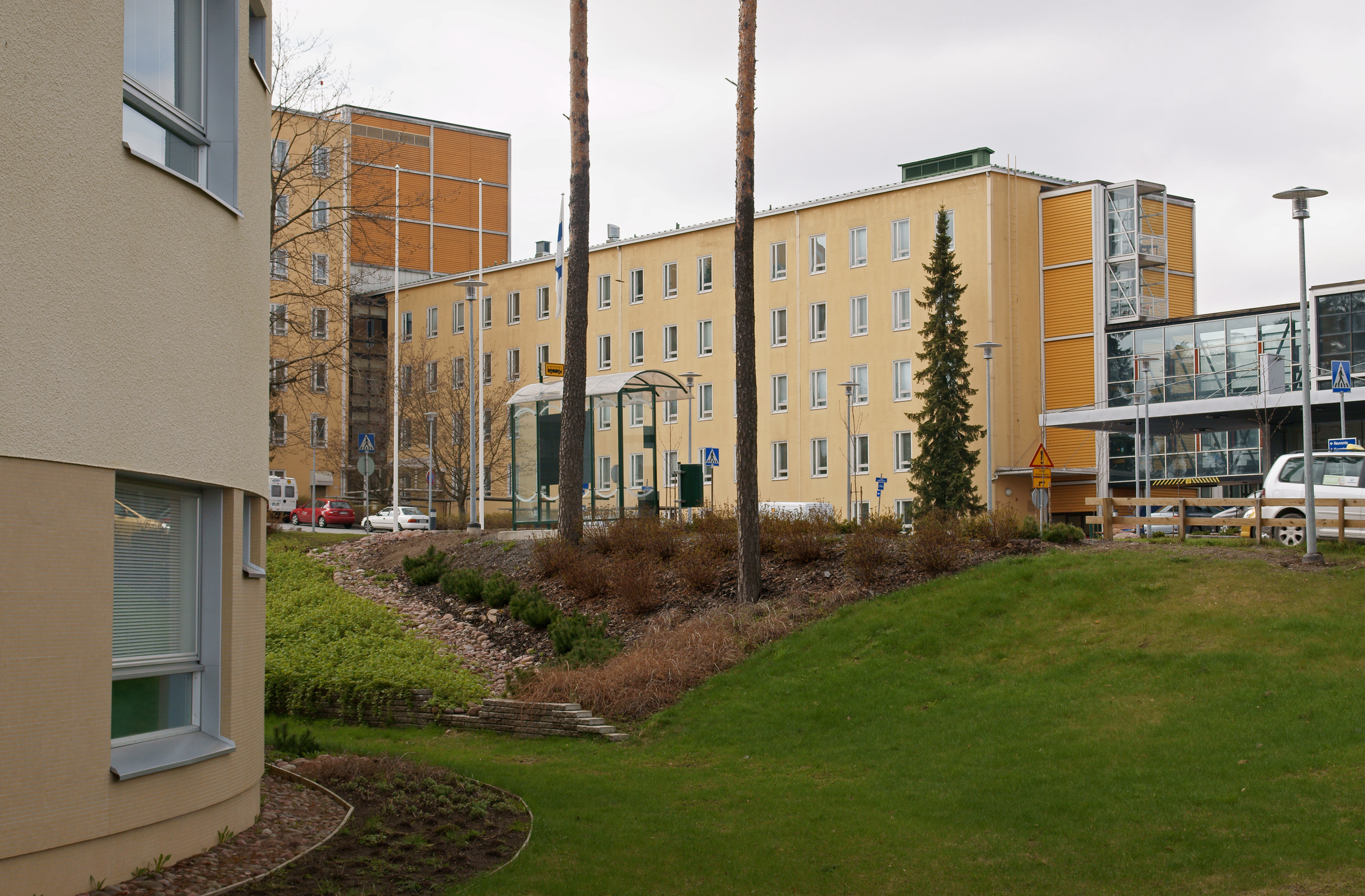
Hôpital de Satakunta.

De nombreuses statues sont visibles dans tous les quartiers de la ville.

## Transports

### Aérien
L'aéroport de Pori a une importance limitée (60 000 passagers en 2005) : Finncomm Airlines assure des vols quotidiens vers Helsinki et l'aéroport accueille quelques vols de vacances à destination des pays chauds en hiver.

### Ferroviaire
Pori a une position excentrée sur le réseau de VR.
La gare ferroviaire de Pori est reliée à Tampere (1 h 30) par des trains directs. Le trafic ferroviaire est assuré par les trains InterCity et Pendolino de VR.
Le service interurbain direct entre Helsinki et Pori a été interrompu en 2006, mais a repris en juin 2010 avec un service aller-retour quotidien. Pas de liaison pratique vers Rauma ou Turku.

### Maritime
Le port de Pori est situé dans les quartiers de Mäntyluoto et de Tahkoluoto (fi). Le port de Pori est l'un des plus grands ports de bois des pays nordiques, le premier port à conteneurs de Finlande et le port le plus profond du golfe de Botnie (15,3 mètres). Il se compose de trois parties distinctes : le port Mäntyluoto, le port en eau profonde de Tahkoluoto et le port pétrolier et chimique.
En plus du port de Pori, le port de pêche central de Reposaari est aussi situé à Pori.

### Routier
La nationale 2 venant de Helsinki se termine à Pori et reste l'axe le plus pratique pour desservir la capitale. Pori est aussi une étape entre Turku et Vaasa sur la nationale 8, et est également reliée à Tampere (nationale 11) et Joensuu via Jyväskylä (nationale 23). Le port de Pori est relié par les routes régionales 272 et 269.
Distances :
- Rauma : 46 km
- Tampere : 115 km
- Turku : 138 km
- Vaasa : 193 km
- Lahti : 239 km
- Helsinki : 242 km
- Jyväskylä : 262 km
- Lappeenranta : 386 km
- Kuopio : 404 km
- Joensuu : 507 km
- Oulu : 511 km
- Rovaniemi : 734 km

## Jumelages
La ville Pori est jumelée avec :
| Ville | Ville           | Pays | Pays      | Période     |
| ----- | --------------- | ---- | --------- | ----------- |
|       | Bremerhaven     |      | Allemagne | depuis 1969 |
|       | Eger            |      | Hongrie   |             |
|       | Kołobrzeg       |      | Pologne   |             |
|       | Mâcon           |      | France    |             |
|       | Porsgrunn       |      | Norvège   |             |
|       | Riga            |      | Lettonie  |             |
|       | Smolyan         |      | Bulgarie  |             |
|       | Stralsund       |      | Allemagne |             |
|       | Sønderborg (en) |      | Danemark  |             |

## Personnalités
- Aurora Karamzin, (1808 – 1902), philanthrope[9]
- Akseli Gallen-Kallela (1865 – 1931)[10]
- Verner Forsten (1885-1956), fondateur du Parti communiste de Finlande
- Rauno Mäkinen (1931-2010), champion olympique de lutte.
- Kaarlo Kangasniemi (1941-), haltérophile champion olympique à Mexico en 1968.
- Veli-Pekka Ketola (1948-), ancien joueur de hockey sur glace.
- Tero Saarinen (1964-), danseur et chorégraphe.
- Jenni Haukio (1977 -), épouse du président Sauli Niinistö
- Mira Luoti (1978-), chanteuse.
- Joel Armia (1993-), joueur de hockey sur glace.
- Jesperi Kotkaniemi (2000-), joueur de hockey sur glace.